# Liam Payne
Liam James Payne (29 tháng 8 năm 1993 — 16 tháng 10 năm 2024) là một cố ca sĩ kiêm nhạc sĩ người Anh. Anh trở nên nổi tiếng khi trở thành 1 thành viên của nhóm nhạc nam One Direction. Payne xuất hiện lần đầu với tư cách ca sĩ khi anh thử giọng cho chương trình truyền hình của Anh X-Factor năm 2008. Sau khi bị loại với tư cách là ca sĩ solo, anh đã thử giọng một lần nữa vào năm 2010 và được đưa vào một nhóm với bốn thí sinh khác để thành lập One Direction. Kể từ đó, nhóm đã phát hành năm album, bắt đầu bốn tour diễn vòng quanh thế giới và giành được một số giải thưởng. Payne đã làm việc với các nhà sản xuất khác dưới biệt danh "Big Payno" và "Payno" tạo ra các bản remix cho các bài hát của nhóm nhạc của anh và cho Cheryl.
Vào ngày 13 tháng 1 năm 2016, sau gần 6 năm hoạt động, One Direction tuyên bố nhóm sẽ ngừng hoạt động. Sau đó, Payne đã bắt đầu sự nghiệp diễn xuất của mình. Payne đã ký một thỏa thuận thu âm với Republic Records tại khu vực Bắc Mỹ. Vào tháng 5 năm 2017, Payne đã phát hành " Strip That Down " dưới dạng đĩa đơn trong album đầu tay sắp phát hành của mình. Ca khúc đã đạt vị trí thứ ba trên Bảng xếp hạng đĩa đơn của Anh và vị trí thứ 10 trên bảng xếp hạng Billboard Hot 100 của Hoa Kỳ, được chứng nhận bạch kim ở cả hai quốc gia. Album đầu tay của anh, LP1, được phát hành vào ngày 6 tháng 12 năm 2019.
Payne qua đời ở tuổi 31 vào ngày 16 tháng 10 năm 2024 sau khi ngã xuống đất từ ban công tầng ba của một khách sạn ở khu Palermo, thành phố Buenos Aires, Argentina.

## Tiểu sử
Payne được sinh ra ở Wolverhampton, hạt West Midlands, Anh Quốc. Anh là con trai của Karen, một y tá trẻ sơ sinh và Geoff Payne, một thợ lắp máy. Anh có hai chị gái, Nicola và Ruth Payne. Payne được sinh ra sớm ba tuần và thường xuyên bị ốm. Cho đến năm bốn tuổi, Payne đã phải thường xuyên thực hiện các xét nghiệm trong bệnh viện vì các bác sĩ nhận thấy một trong những quả thận của anh bị sẹo và rối loạn chức năng. Để giúp đối phó với cơn đau, anh đã phải tiêm mười sáu mũi vào mỗi buổi sáng và mười sáu mũi vào mỗi tối khi còn nhỏ. Khi là một học sinh, Payne đã tham gia vào rất nhiều các môn thể thao, đặc biệt là chạy việt dã. Payne ban đầu gia nhập Câu lạc bộ điền kinh Wolverhampton và Bilston để theo đuổi sự nghiệp điền kinh của mình. Payne tuyên bố trong một cuộc phỏng vấn rằng anh đã là 'người giỏi thứ 3 trong cả nước tại một thời điểm'.
Khi anh phải đối phó với sự bắt nạt đến từ một số học sinh lớn hơn ở trường cấp hai, anh đã tham gia các lớp học đấm bốc ở tuổi 12. Payne đã hoàn thành 11 bài thi GCSE tại Trường đại học St Peter's trước khi chuyển sang học công nghệ âm nhạc(Music Technology) tại cơ sở Paget Road của Cao đẳng Wolverhampton.
Payne lần đầu tiên được giới thiệu với thế giới kinh doanh show ở tuổi 12 với tư cách là thành viên của Công ty Nhà hát Pink Productions, thậm chí còn xuất hiện với tư cách Tony Manero trong Saturday Night Fever. Payne trước đó đã biểu diễn trước đám đông 26.000 người trong 1 trận đấu bóng đá của đội Wolverhampton Wanderers F.C..

## Sự nghiệp

### 2008–2015:X-Factorvà One Direction
Payne lần đầu thử giọng cho mùa năm của Cuộc thi Ca hát Anh The X Factor năm 2008, khi chỉ mới 14 tuổi. Payne đã vượt qua vòng đầu tiên sau khi trình diễn "Fly Me to the Moon" của Frank Sinatra. Sau đó, anh đã bị loại ở sân khấu Boot Camp nhưng Simon Cowell, người sau đó đã thay đổi ý định và yêu cầu Payne trở lại nhà của các giám khảo biểu diễn. Payne đã bị loại một lần nữa tại nhà của các giám khảo nhưng được Cowell khuyến khích "quay lại sau hai năm".
Payne trở lại chương trình vào năm 2010 cho mùa bảy của cuộc thi. Anh ấy đã thử giọng với ca khúc " Cry Me a River " phiên bản của Michael Bublé, bài hát đã mang lại cho anh ấy cái gật đầu của cả bốn giám khảo và sự hoan nghênh nhiệt liệt từ Cowell. Payne là thí sinh được yêu thích thứ hai để giành chiến thắng trong cuộc thi sau buổi thử giọng solo của mình. Anh thất bại trong việc tiến đến hạng mục "Boys" tại nhà của các thẩm phán, nhưng sau một gợi ý của Simon Cowell, Payne, cùng với Harry Styles, Niall Horan, Louis Tomlinson và Zayn Malik, đã được ghép lại thành một ban nhạc 5 người tại sân vận động Wembley giúp họ đủ điều kiện dể tiếp tục tranh tài tại hạng mục "Nhóm". Sau đó, nhóm đã ở cùng nhau trong hai tuần để tìm hiểu nhau và luyện tập. Bài hát để vượt qua vòng loại của họ tại nhà của giám khảo và cũng là bài hát đầu tiên của họ với tư cách một nhóm là phiên bản acoustic của ca khúc " Torn ". Simon Cowell sau đó nhận xét màn trình diễn đã thuyết phục ông rằng nhóm "tự tin, vui vẻ, giống như một nhóm bạn và cũng có vẻ không sợ hãi". Nhóm nhanh chóng nổi tiếng ở Anh, cuối cùng đứng ở vị trí thứ ba trong chương trình.

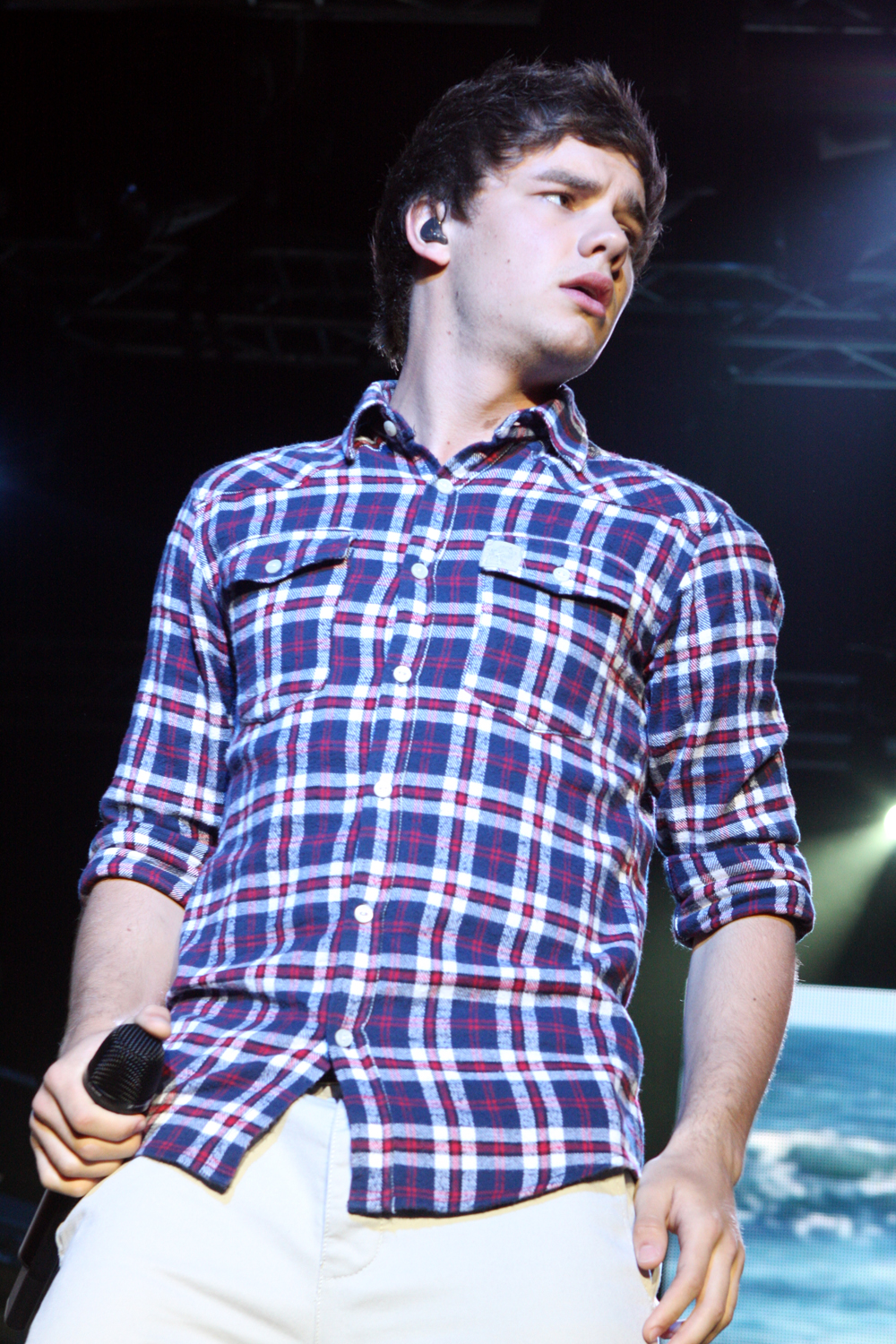
Liam Payne năm 2012

Sau The X Factor, One Direction đã được ký hợp đồng với Simon Cowell's Syco Entertainment vào năm 2010  Một cuốn sách được cấp phép bởi One Direction, ''One Direction: Forever Young (Câu chuyện X-Factor của chúng tôi)'', đã được phát hành vào tháng 2 năm 2011 và đứng đầu danh sách bán chạy nhất của The Sunday Times. Đĩa đơn đầu tay của họ, " What Makes You Beautiful ", được phát hành vào tháng 9 năm 2011 và là một thành công quốc tế, đạt vị trí số một ở nhiều quốc gia. Album đầu tay của họ, Up All Night, được phát hành ở Ireland và Vương quốc Anh vào tháng 11 cùng năm, xếp hạng ở vị trí số một và số hai theo tuần tự tại 2 quốc gia trên. Album được phát hành trên toàn thế giới vào tháng 3 năm 2012 và One Direction trở thành nhóm nhạc đầu tiên ở Anh có album đầu tay đạt vị trí số một tại Hoa Kỳ. Sau khi phát hành album, nhóm đã thông báo về tour diễn Up All Night. Các show diễn ban đầu dự định chỉ diễn ra tại Anh và Ireland, nhưng sau đó các show tại Úc và Bắc Mỹ đã được thêm vào do nhu cầu của fan. Vé cho tour diễn đã được bán hết chỉ trong vài phút và thu được những đánh giá tích cực từ các nhà phê bình, những người đã hoan nghênh khả năng ca hát và trình diện trên sân khấu của ban nhạc. Ban nhạc đã phát hành Up All Night: The Live Tour, một album video ghi lại chuyến lưu diễn vào tháng 5 năm 2012. Cùng tháng đó, cuốn sách đầu tiên của One Direction được cấp phép ở Mỹ, Dare to Dream: Life as One Direction, đã được xuất bản và đứng đầu danh sách bán chạy nhất của New York Times.
Vào tháng 9 năm 2012, " Live While Are Young ", đĩa đơn chính trong album thứ hai của nhóm được phát hành và tiếp tục trở thành một thành công toàn cầu. Một đĩa đơn khác của họ, " Little Things ", đã trở thành đĩa đơn thứ hai của ban nhạc đạt được vị trí số một trên Bảng xếp hạng đĩa đơn của Anh. Vào tháng 11 năm 2012, nhóm đã phát hành album thứ hai, Take Me Home, và nó đã đạt vị trí số một tại hơn 35 quốc gia. Với việc đạt được vị trí số một trên BXH Billboard 200, nhóm đã trở thành nhóm nhạc nam đầu tiên trong lịch sử có được hai album đạt vị trí số một trong cùng một năm dương lịch và cũng là nhóm nhạc đầu tiên kể từ năm 2008 có được hai album đứng số một trong cùng một năm. Sau khi phát hành album, nhóm bắt đầu chuyến lưu diễn thứ hai của họ, Take Me Home Tour. Họ đã tổ chức 123 show diễn tại Bắc Mỹ, Châu Á, Châu Đại Dương và Châu Âu, thu về tổng cộng 114 triệu đô la Mỹ. Trong chuyến lưu diễn, One Direction đã cover ca khúc "Teenage Dirtbag" của Wheatus. Trong bài hát gốc, ca sĩ chính Brendan Brown đã thể hiện một đoạn bằng "giọng nữ", trong bản cover của One Direction đoạn này của bài hát đã được Payne trình bày bằng giọng gió. Điều này đã nhận được lời khen đến từ Brown, ông đã nhận xét, "Bạn có thể hát phần con gái của tôi bất cứ lúc nào."  Vào tháng 8 năm 2013, One Direction: This Is Us, một bộ phim tài liệu hòa nhạc 3-D đã được phát hành, ước tính doanh thu phòng vé là 68,5 triệu đô la Mỹ. Cuốn sách thứ ba của One Direction, One Direction: Where We Are: Our Band, Our Story: 100% Official, được phát hành cùng tháng đó.
Album thứ ba của nhóm, Midnight Memories, được phát hành vào tháng 11 cùng năm. Đó là album bán chạy nhất toàn cầu năm 2013 với 4 triệu bản được bán trên toàn cầu. Đĩa đơn của album, Best Song Ever, là đĩa đơn xếp hạng cao nhất của họ ở Mỹ cho đến nay. Cả nhóm bắt đầu chuyến lưu diễn thứ ba của họ, Where We Are Tour. Vé được bán hết chỉ trong vài phút, và nhiều show diễn khác đã được thêm vào do "nhu cầu quá lớn". Đây là tour diễn toàn sân vận động đầu tiên của họ, trung bình khoảng 49.848 người hâm mộ tham dự mỗi show diễn. Tổng cộng, tour thu về hơn 290 triệu đô la Mỹ và là tour diễn có doanh thu cao nhất năm 2014. Đồng thời xếp thứ 15 trong các tour diễn có doanh thu cao nhất mọi thời đại và hiện tại vẫn là tour diễn có doanh thu cao nhất mọi thời đại của một nhóm thanh nhạc (nhóm nhạc chỉ bao gồm các ca sĩ). Chuyến lưu diễn có sự tham gia của khoảng 3,4 triệu người hâm mộ. Vào tháng 9 năm 2014, cuốn sách thứ tư của nhóm, One Direction: Who We Are: Our Official Autobiography đã được phát hành. Bộ phim hòa nhạc thứ hai của nhóm, One Direction: Where We Are - The Concert Film, được phát hành vào tháng 10 năm 2014, bao gồm các cảnh quay của các show diễn của ban nhạc tại San Siro ở Milan, Ý. Vào tháng 11 năm 2014, album thứ tư của nhóm, Four, đã được phát hành. Đây là album cuối cùng có sự góp mặt của Zayn Malik. 2 đĩa đơn " Steal My Girl " và " Night Changes " đã được phát hành, cả hai đều đạt được chứng nhận bạch kim ở Mỹ và các quốc gia khác. Album đạt số một ngay tuần đầu tiên tại 18 quốc gia, bán được 3,2 triệu bản. One Direction trở thành nhóm duy nhất trong lịch sử 58 năm của bảng xếp hạng album Billboard 200 có bốn album đầu tiên ra mắt ở vị trí số một. Nhóm bắt đầu chuyến lưu diễn vòng quanh thế giới lần thứ tư, On The Road Again Tour, thu về 208 triệu đô la Mỹ và bán ra 2,3 triệu vé. Vào tháng 11 năm 2015, album thứ năm của One Direction, Made in the AM, đã được phát hành. 2 đĩa đơn " Drag Me Down " và " Perfect " đều ra mắt ở vị trí số một ở nhiều quốc gia khác nhau và album đạt vị trí số một ở Anh và số hai trên Billboard 200 của Mỹ. Sau khi phát hành album, nhóm đã bị gián đoạn vô thời hạn
Sau sự ra đi của cựu thành viên Zayn Malik, Payne được giao nhiệm vụ tiếp quản phần lớn giọng hát của Malik. Harry Styles đã thừa nhận, "Liam [Payne] đã bước lên để thực hiện những nốt cao. Anh ấy đã thực hiện nó rất tốt trong mọi show diễn." 
Payne được biết đến là một trong những nhạc sĩ chính trong One Direction, anh được ghi nhận đã đồng sáng tác hơn một nửa số bài hát trong album thứ ba và thứ tư của ban nhạc.

### 2016–2018: Dự án Solo vàFirst Time
Payne bắt đầu làm việc với tư cách là 1 producer dưới các nghệ danh "Big Payno" hoặc "Payno", anh cùng với những người bạn kiêm producer của mình là nhóm AfterHrs đã remix 1 số bản nhạc bao gồm "I Don't Care" của Cheryl Cole vào 2014. Một số website EDM đã lưu ý rằng các bản remix của Payne mang thiên hướng nhạc future house. Payne còn được nêu danh là 1 trong những nhạc sĩ đã viết lên ca khúc "I Won't Break" của Cole, trong album Only Human.
Vào tháng 10 năm 2016, Payne đã ký hợp đồng thu âm với Record Records. Đĩa đơn solo đầu tay của anh " Strip That Down " có sự góp giọng của Quavo và đồng sáng tác với Ed Sheeran và Steve Mac, đã được phát hành vào ngày 19 tháng 5 năm 2017 và được gửi đến đài phát thanh đương đại của Hoa Kỳ vào ngày 23 tháng 5. Payne sau đó đã phát hành single " Bedroom Floor "  và bài hát hợp tác với Zedd, " Get Low ".
Vào tháng 1 năm 2018, Payne và Rita Ora đã phát hành đĩa đơn "For You" nằm trong nhạc phim của bộ phim Fifty Shades Freed. Vào tháng 4 năm 2018, Payne đã phát hành " Familiar " hợp tác với J Balvin. Anh ấy đã thông báo về album đầu tay của mình sẽ được phát hành vào ngày 14 tháng 9 năm 2018.
Anh đã đóng góp giọng hát trong bài hát "Polaroid" của Jonas Blue, cùng với Lennon Stella, phát hành vào ngày 5 tháng 10 năm 2018.

### 2019–2024:LP1và kế hoạch cho album phòng thu thứ hai

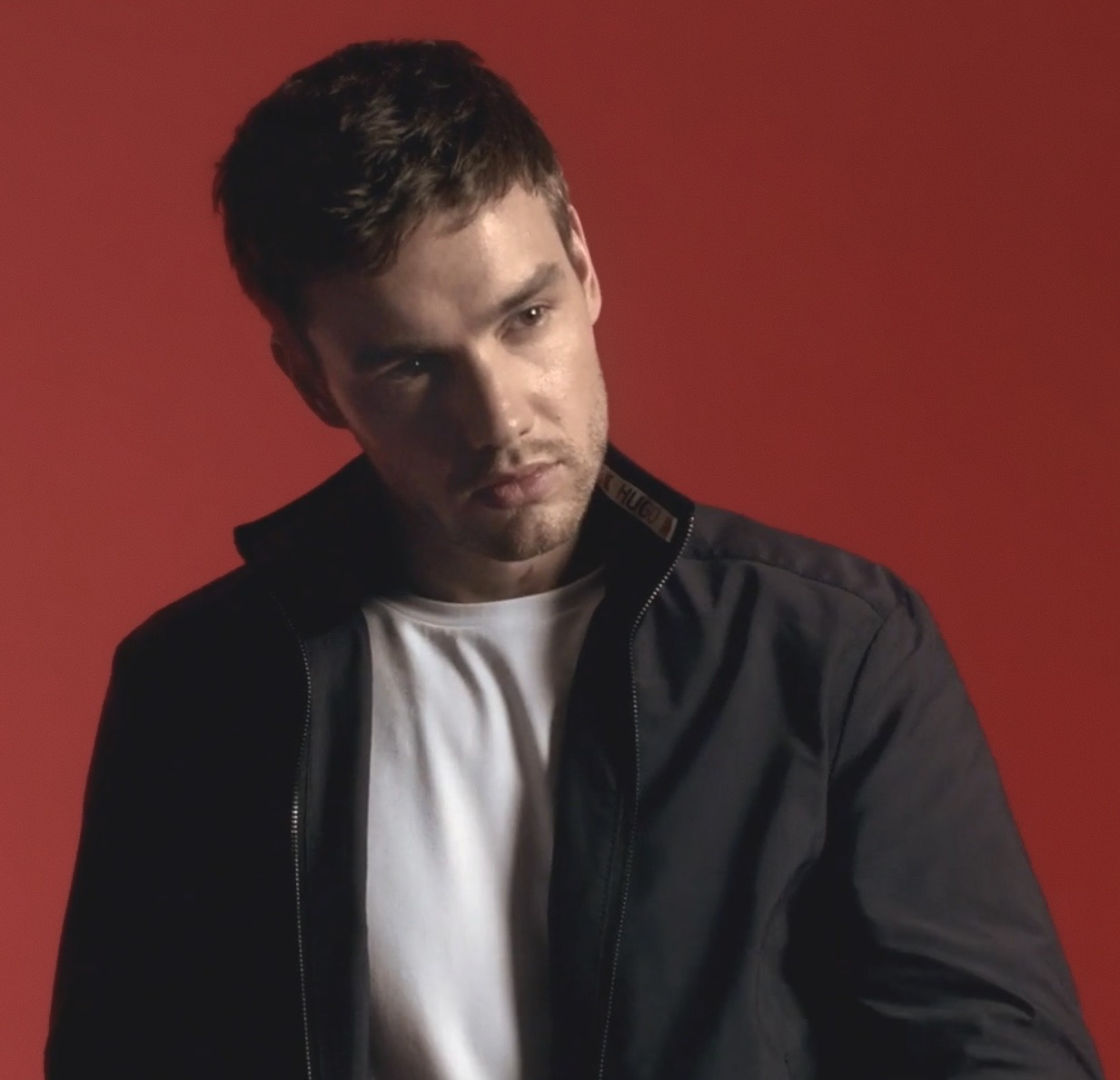
Payne vào tháng 7 năm 2019

Payne đã phát hành bài hát "Stack It Up", với rapper người Mỹ A Boogie wit da Hoodie, vào ngày 18 tháng 9 năm 2019. Sau khi phát hành, Payne tiết lộ rằng album của anh đã "hoàn thành" và nhiều khả năng sẽ được phát hành vào năm 2020, mặc dù vào tháng 10, album, LP1, đã được xác nhận vào ngày phát hành ngày 6 tháng 12 năm 2019. Album đạt đỉnh ở vị trí 17 ở Anh và ở số 111 ở Mỹ.
Vào tháng 7 năm 2020, Liam Payne thông báo rằng anh ấy sẽ ra mắt "The LP Show" .Vào ngày 9 tháng 10 năm 2020, Payne đã phát hành Midnight Hour , một EP hợp tác với nhà sản xuất Alesso . Trước đó là đĩa đơn " Midnight ", được phát hành vào tháng 4 năm đó. Vào ngày 30 tháng 10 năm 2020, Payne đã phát hành "Naughty List", một đĩa đơn Giáng sinh có sự góp mặt của Dixie D'Amelio . 
Vào tháng 8 năm 2021, Payne đã phát hành đĩa đơn " Sunshine ", được giới thiệu trong bộ phim Ron's Gone Wrong . 
Vào tháng 5 năm 2023, Payne thông báo rằng anh đang thực hiện album thứ hai của mình.  Anh đã lên kế hoạch cho chuyến lưu diễn solo đầu tiên của mình sẽ diễn ra ở Châu Mỹ, dự kiến diễn ra vào tháng 9 năm 2023, nhưng chuyến lưu diễn đã bị hoãn lại sau khi Payne phải nhập viện vào tháng 8 năm 2023 vì nhiễm trùng thận nghiêm trọng.  Payne trở lại với âm nhạc với đĩa đơn "Teardrops", được phát hành vào ngày 1 tháng 3 năm 2024.  Đĩa đơn này được đồng sáng tác với thành viên NSYNC JC Chasez. "Teardrops" không lọt vào bảng xếp hạng khi phát hành, nhưng đã lọt vị trí thứ 85 trên Bảng xếp hạng đĩa đơn của Vương quốc Anh sau khi anh qua đời vào tháng 10 năm 2024.
Vào ngày 28 tháng 10 năm 2024, Sam Pounds thông báo rằng Payne sẽ là nghệ sĩ góp mặt trong đĩa đơn "Do No Wrong" của anh, dự kiến phát hành vào ngày 1 tháng 11 năm 2024. Tuy nhiên anh đã dừng ra mắt đĩa đơn vì một số lý do.

## Nghệ thuật
Liam Payne là một ca sĩ nhạc pop  và R&B, và thích khám phá các thể loại nhạc khác như điện tử. Payne chia sẻ rằng Pharrell Williams, Justin Timberlake, và Usher là những người có ảnh hưởng lớn lên phong cách âm nhạc của anh. Payne chia sẻ: "Người truyền cảm hứng cho tôi nhiều nhất chính là Pharrell Williams, người mà tôi đã cùng làm việc trước đây. Gần đây, tôi đã nói chuyện với nhà sản xuất của anh ấy và hỏi anh ấy xem Pharrell là người như thế nào khi anh ấy còn trẻ và anh ấy nói với tôi rằng khi Pharrell tầm tuổi tôi, anh ấy còn không thể chơi piano nổi. Điều đó thật tuyệt vời đối với tôi bởi vì ở tuổi 22 tôi đã nghĩ rằng mình quá già để học đánh guitar".

## Từ thiện

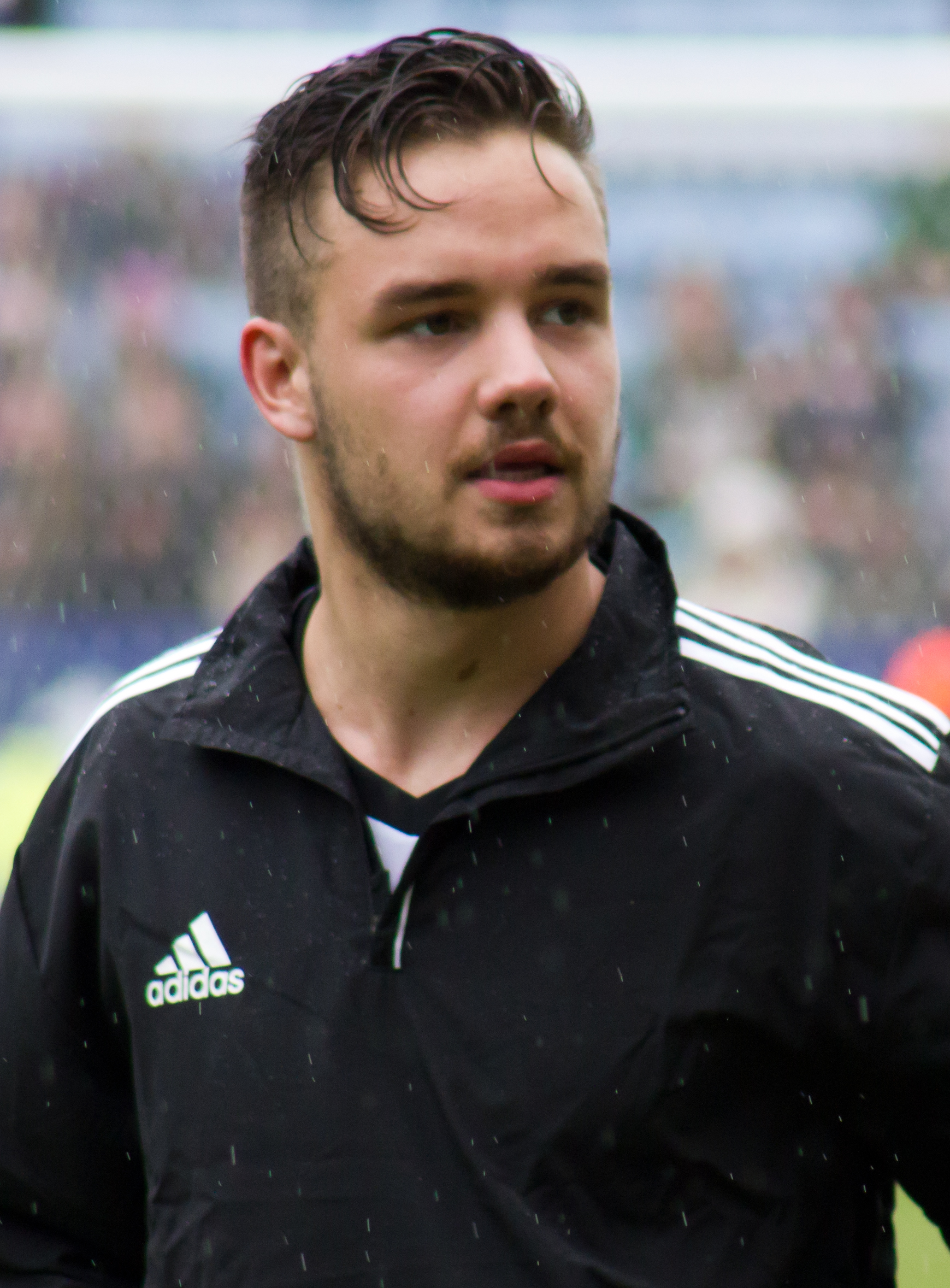
Payne tại một sự kiện bóng đá từ thiện ở Leicester, Anh, tháng 5 năm 2014

Khi là thành viên của One Direction, Payne đã hỗ trợ cho Comic Relief, và có một sáng kiến mới mang tên Action 1D "để giúp tương lai tốt đẹp hơn".
Payne là một người ủng hộ nhiệt thành của Unicef và hợp tác với ngôi sao quần vợt Andy Murray, diễn viên hài Jack Whitehall và nhà báo Clare Balding để hỗ trợ cho lời kêu gọi của Unicef Anh Quốc về việc chống lại các dịch bệnh nguy hiểm với trẻ em trong mùa hè. Payne cũng hợp tác với ngôi sao đua xe thể thao Eddie Jordan để hỗ trợ cho tổ chức từ thiện CLIC Sargent có trụ sở tại Vương quốc Anh. Payne là đại sứ cho tổ chức từ thiện Trekstock. Chiến dịch ban đầu của Payne với tổ chức vào năm 2013 đã thu được $ 784,198. Anh đã kêu gọi được thêm $ 211,237 trong chiến dịch của mình vào năm 2015. Payne cũng đã được vinh danh là đại sứ của Mục tiêu Phát triển Bền vững còn được gọi là chiến dịch Mục tiêu Toàn cầu. Payne cũng đã hỗ trợ 1 khoản rất cần thiết lên đến 6 triệu bảng anh để thúc đẩy; dự án "The Youth Zone" tại quê hương Wolverhampton của anh.
Tháng 5 năm 2020, Payne thể hiện sự hỗ trợ đối với phong trào Black Lives Matter và khuyến khích các fan hâm mộ tìm hiểu thêm về phong trào và ủng hộ cho phong trào. Đến đầu tháng 6, Payne và hôn phu, Maya Henry, đã tham gia chuỗi cuộc biểu tình London Black Lives Matter.
Vào tháng 6 năm 2020, Liam Payne góp mặt trong giải đấu từ thiện của FIFA 20, được tổ chức bởi tổ chức từ thiện Gamers Without Borders, để quyên góp hơn 10 triệu Đô la Mỹ cho mục đích chiến đấu với COVID-19. Anh đã có một buổi chơi FIFA 20 đối đầu với hậu vệ phải của Liverpool Trent Alexander-Arnold, người đã thắng anh trong cả 2 trận đấu. Trong buổi phỏng vấn sau trận đấu, Payne đã trả lời, "Đây quả là 1 lý do tuyệt vời và chúng tôi đều thích chơi game – đó là một trong những điều tuyệt nhất... Nên việc có thể làm điều đó và kiếm tiền cho những người có hoàn cảnh không may mắn cùng lúc không khác gì  1 chiến thắng – cảm giác thật tuyệt vời để trở thành 1 phần của sự kiện này."

## Đời tư
Từ 2010 tới cuối 2012, Payne hẹn hò với cựu dancer của X Factor, Danielle Peazer. Từ 2013 tới 2015, Payne ở trong 1 mối quan hệ với người bạn thời niên thiếu, Sophia Smith.
Năm 2016, Payne bắt đầu hẹn hò với Cheryl; và cùng với cô ấy có một đứa con trai Bear Grey Payne (sinh vào 22 tháng 3 năm 2017)  trước khi họ chia tay vào năm 2018. 
Payne bắt đầu hẹn hò với người mẫu Maya Henry vào năm 2019. Cặp đôi này sau đó đã thông báo về việc họ đã đính hôn vào tháng 8 năm 2020. Đến tháng 6 năm 2021, Payne và Henry đã chia tay và lại đính hôn.  Anh đã có mối quan hệ với Kate Cassidy từ tháng 10 năm 2022 và đã có dự định kết hôn.

## Qua đời

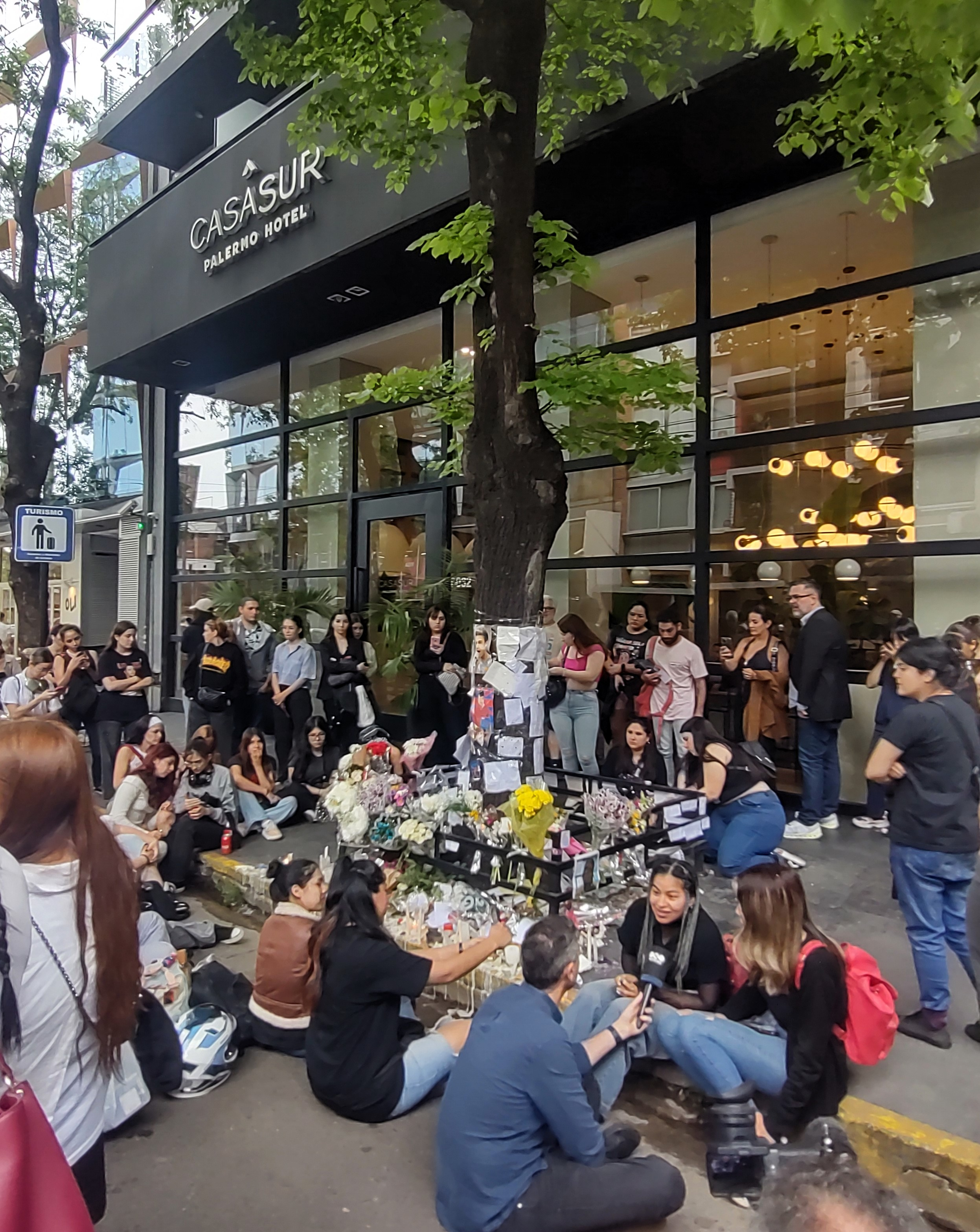
Một nhóm người hâm mộ tụ tập bên ngoài khách sạn CasaSur ở Argentina, nơi Payne qua đời

Payne qua đời ở tuổi 31 vào ngày 16 tháng 10 năm 2024 sau khi ngã xuống đất từ tầng 3 của khách sạn Casa Sur ở khu Palermo, Buenos Aires, Argentina. Theo các nguồn tin của Argentina, anh có mặt ở đây để tham dự một buổi diễn của Niall Horan, trước đây cùng là thành viên ban nhạc One Direction với anh. Một nhân viên của khách sạn đã gọi điện cho cảnh sát và cho biết "một người đàn ông hung hãn, có thể do ảnh hưởng của ma túy và đồ uống có cồn" đang "đập phá đồ đạc trong phòng", sau đó nói thêm rằng tính mạng của người này có thể đang gặp nguy hiểm bởi căn phòng có ban công. Khi lực lượng cấp cứu đến hiện trường thì Payne đã qua đời.
Cái chết của Payne được Alberto Crescenti, giám đốc dịch vụ y tế công cộng khẩn cấp của Buenos Aires, công bố trên kênh truyền hình Argentina Todo Noticias. Ông đã không trả lời câu hỏi nào, bao gồm việc cái chết của anh là do tự sát hay tai nạn. Hiện các lực lượng chức năng đang tiến hành điều tra vụ việc. Nguyên nhân trực tiếp dẫn đến cái chết của nam ca sĩ do đa chấn thương, bao gồm xuất huyết và những vết thương nghiêm trọng khi rơi từ độ cao 14m.

## Danh sách đĩa nhạc
Album phòng thu
- LP1 (2019)

## Phim ảnh
| Năm  | Tiêu đề                         | Vai trò       | Ghi chú                                                                      |
| ---- | ------------------------------- | ------------- | ---------------------------------------------------------------------------- |
| 2012 | iCarly                          | Bản thân      | Vai trò khách mời; Tập: " iGo One Direction "                                |
| 2013 | One Direction: This Is Us       | Bản thân      |                                                                              |
| 2014 | Where We Are – The Concert Film | Bản thân      |                                                                              |
| 2014 | Dynamo: Magician Impossible     | Bản thân      | Vai trò khách mời; Phần 4, tập 1                                             |
| 2014 | Dancing with the Stars          | Bản thân      | Vai trò khách mời; Mùa 19, tập 13                                            |
| 2016 | Family Guy                      | Bản thân      | Vai trò lồng tiếng; Tập: " Run, Chris, Run "                                 |
| 2017 | Drop the Mic                    | Bản thân      | Tập: " Niecy Nash vs. Cedric the Entertainer / Liam Payne vs. Jason Derulo " |
| 2021 | Ron's Gone Wrong                | B-bot vô danh | Giọng nói; khách mời                                                         |

## Giải thưởng và đề cử
| Năm  | Lễ trao giải             | Hạng mục                                 | Đề cử                                         | Giải thường | Ref.    |
| ---- | ------------------------ | ---------------------------------------- | --------------------------------------------- | ----------- | ------- |
| 2015 | Attitude                 | Sexiest Man of the Year                  | Liam Payne                                    | Đoạt giải   | [ 101 ] |
| 2016 | BMI London Awards        | Pop Award Songs                          | "Night Changes"                               | Đoạt giải   | [ 102 ] |
| 2016 | BMI London Awards        | Pop Award Songs                          | "Steal My Girl"                               | Đoạt giải   | [ 102 ] |
| 2017 | Teen Choice Awards       | Choice Summer Male Artist                | Liam Payne                                    | Đoạt giải   | [ 103 ] |
| 2017 | Teen Choice Awards       | Choice Male Hottie                       | Liam Payne                                    | Đoạt giải   | [ 103 ] |
| 2018 | Brit Awards              | British Single                           | "Strip That Down" (kết hợp với Quavo)         | Đề cử       | [ 104 ] |
| 2018 | Brit Awards              | British Artist Video of the Year         | "Strip That Down" (kết hợp với Quavo)         | Đề cử       | [ 104 ] |
| 2018 | BMI Pop Awards           | Award Winning Songs                      | "Strip That Down"                             | Đoạt giải   | [ 105 ] |
| 2018 | Global Awards            | Best Male                                | Liam Payne                                    | Đề cử       | [ 106 ] |
| 2018 | Global Awards            | Best British Artist or Group             | Liam Payne                                    | Đề cử       | [ 106 ] |
| 2018 | Global Awards            | Best Pop                                 | Liam Payne                                    | Đề cử       | [ 106 ] |
| 2018 | Global Awards            | The Global Special Award                 | Liam Payne                                    | Đoạt giải   | [ 106 ] |
| 2018 | iHeartRadio Music Awards | Best New Pop Artist                      | Liam Payne                                    | Đề cử       | [ 107 ] |
| 2018 | iHeartRadio Music Awards | Best Solo Breakout                       | Liam Payne                                    | Đề cử       | [ 107 ] |
| 2018 | LOS40 Music Awards       | International New Artist of the Year     | Liam Payne                                    | Đề cử       | —       |
| 2018 | LOS40 Music Awards       | International Video of the Year          | "Familiar" (with J Balvin)                    | Đề cử       | —       |
| 2018 | MTV Video Music Awards   | Best Dance Video                         | "Get Low" (với Zedd)                          | Đề cử       | [ 108 ] |
| 2018 | Teen Choice Awards       | Choice Latin Song                        | "Familiar" (với J Balvin)                     | Đoạt giải   | [ 109 ] |
| 2018 | Teen Choice Awards       | Choice Summer Song                       | "Familiar" (với J Balvin)                     | Đề cử       | [ 109 ] |
| 2018 | Teen Choice Awards       | Choice Summer Male Artist                | Liam Payne                                    | Đề cử       | [ 109 ] |
| 2019 | Brit Awards              | British Artist Video of the Year         | "For You (Fifty Shades Freed)" (với Rita Ora) | Đề cử       | —       |
| 2019 | BreakTudo Awards         | Best International Performance in Brazil | VillaMix                                      | Đề cử       | —       |
| 2019 | Global Awards            | Best Male                                | Liam Payne                                    | Đề cử       | —       |
| 2019 | Global Awards            | Best Pop                                 | Liam Payne                                    | Đề cử       | —       |